# Francis Klingender
Francis Donald Klingender (Goslar, 1907 - Mánchester, 1955) fue un historiador del arte británico. De filiación marxista, Klingender fue uno de los pioneros de la sociología del arte. Estudió en la London School of Economics and Political Science, donde se especializó en sociología en 1930. Fue profesor de sociología en la Universidad de Hull a partir de 1948. Investigó los efectos de la revolución industrial en las bellas artes en Inglaterra, dando como resultado Arte y Revolución Industrial (1947), su principal obra.

## Obras
- The Black-coated Worker in London. London School of Economics, 1934;
- Animals in Art and Thought to the End of the Middle Ages. Londres: Routledge & Paul, 1971;
- Art and Industrial Revolution. Londres: N. Carrington, 1947;
- Goya in the Democratic Tradition. Londres: Sidgwick & Jackson, 1948;
- Marxism and Modern Art: An Approach to Social Realism. Londres: International Publishers, 1945; *Hogarth and English Caricature. Nueva York: Transatlantic Arts ltd., 1944;
- Money Behind the Screen. Nueva York: Arno Press, 1978.